# أنت اطرق بابي (مسلسل)
أنت اطرق بابي (بالتركية: Sen Çal Kapımı)‏ مسلسل تلفزيوني تركي من بطولة هاندا أرتشيل، كرم بورسين بدأ عرضه في 8 يوليو عام 2020 على قناة فوكس (تركيا).

## القصة
آيدا فتاة تربط كل آمالها بتعليمها تواجه سيركان بعد أن يقوم بقطع منحتها الدراسية في الخارج، فيقوم سيركان بتقديم عرض لآيدا حيث إذا مثلت انها خطيبته لشهرين سوف يرجع لها منحتها الدراسية بالرغم من كره آيدا له، كانت مضطرة لتقبل العرض لتغير ظروف حياتها.

## الشخصيات
| الدور  | الممثل         | عدد الحلقات |
| ------ | -------------- | ----------- |
| آيدا   | هاندا أرتشيل   | 1-52        |
| سيركان | كرم بورسين     | 1-52        |
| كاهان  | إسماعيل شاشماز | 1-9         |
| ايدان  | نصليحان يلدان  | 1-          |
| سيلين  | بيج أونال      | 1-          |
| إنجين  | أنيل إلتر      | 1-52        |
| ايفه   | علي إرسان      | 11-23       |

## جدول البث
| الموسم | الموسم | الحلقات | الحلقات | البث الأصلي  | البث الأصلي   | البث الأصلي |
| الموسم | الموسم | الحلقات | الحلقات | البث الأول   | البث الأخير   | الشبكة      |
| ------ | ------ | ------- | ------- | ------------ | ------------- | ----------- |
|        | 1      | 39      | 39      | 8 يوليو 2020 | 17 أبريل 2021 | قناة FOX    |
|        | 2      | 13      | 13      | 9 يونيو 2021 | 8 سبتمبر 2021 | قناة FOX    |

## روابط خارجية
- أنت اطرق بابي على موقع IMDb (الإنجليزية)
- أنت اطرق بابي على موقع قاعدة بيانات الأفلام العربية
- أنت اطرق بابي على موقع فيلمافينيتي (الإسبانية)
- أنت اطرق بابي على موقع كينوبويسك (الروسية)
- أنت اطرق بابي على موقع ألو سيني (الفرنسية)
- أنت اطرق بابي على موقع قاعدة بيانات الفيلم (الإنجليزية)